# 德國中部 (地理)

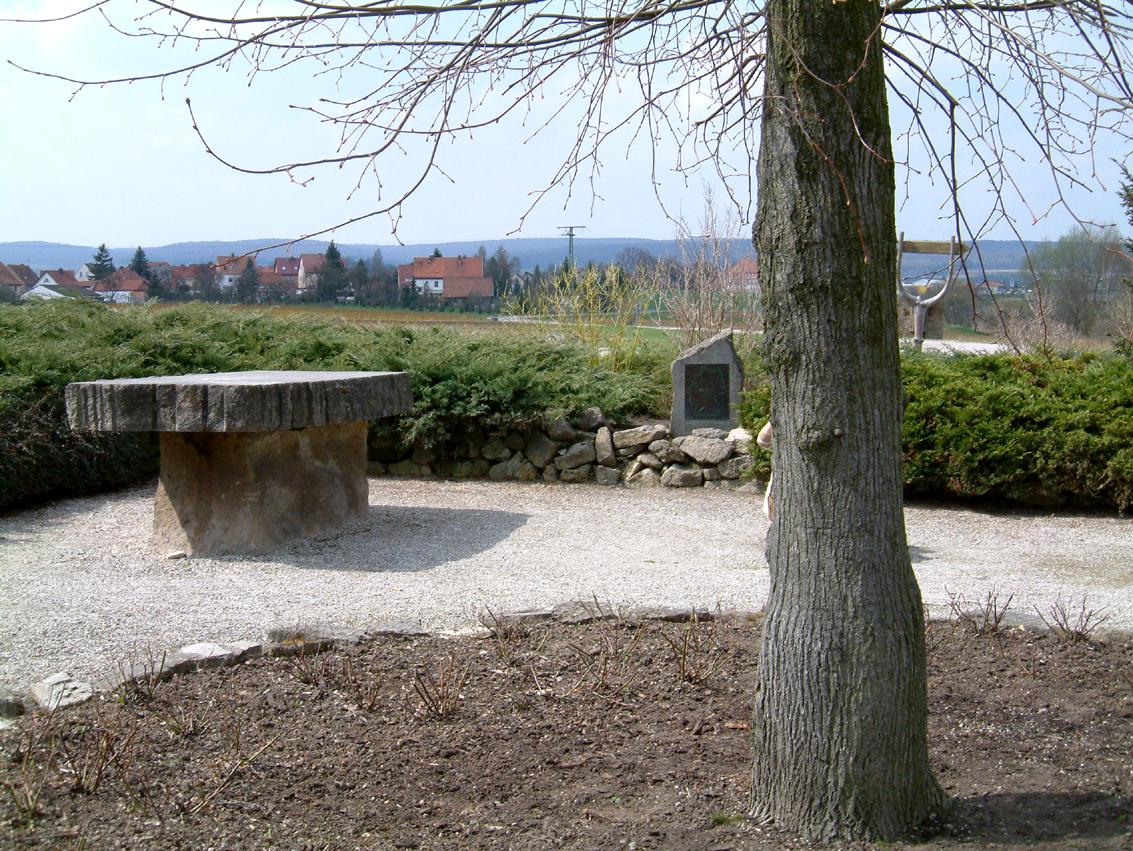
下多爾拉的中欣點

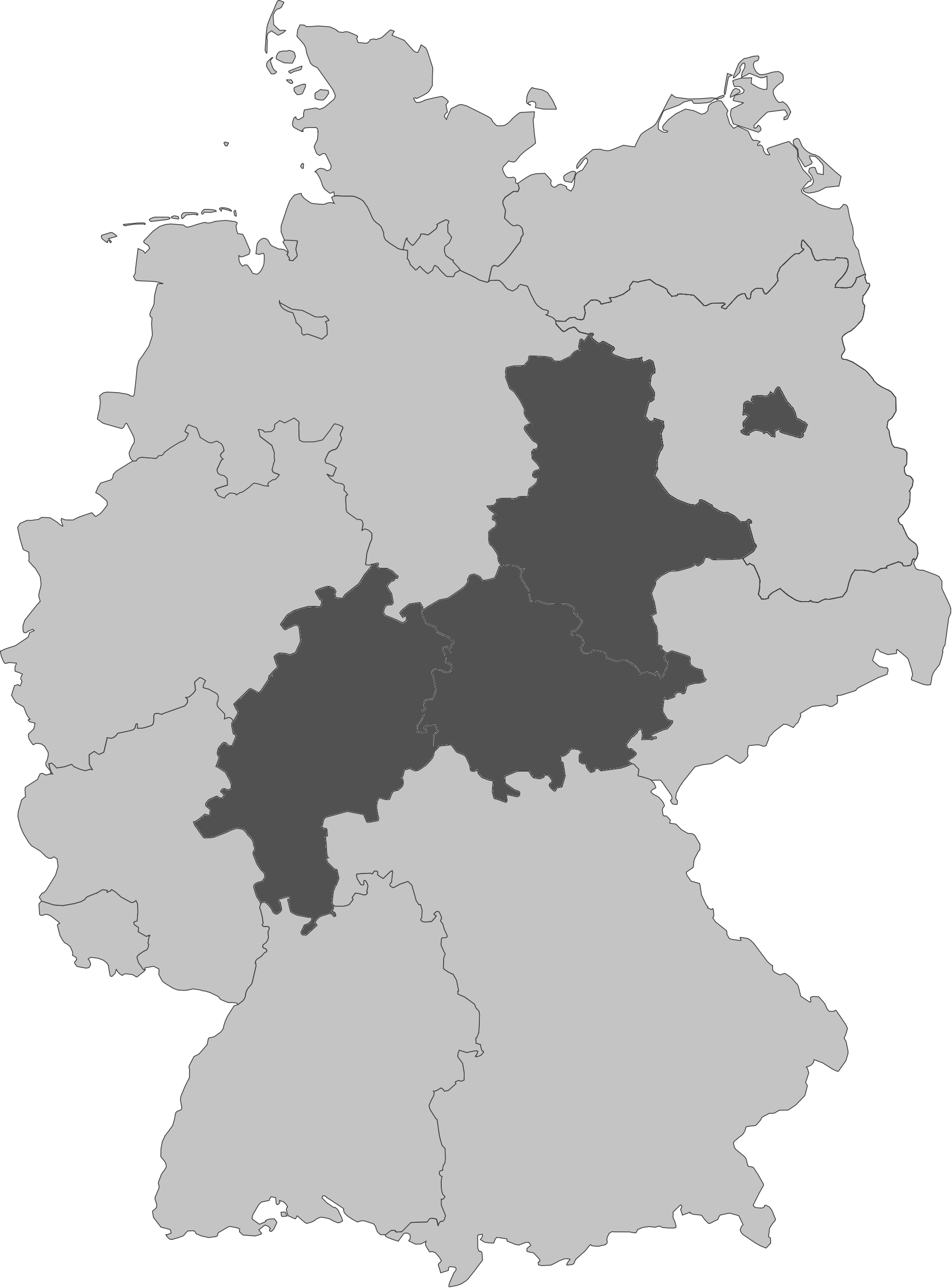
德國的諸內陸州

德國中部（德語：Zentraldeutschland / Mitteldeutschland）在地理上描述了德國地理中心周圍的地區。除了柏林和漢堡兩座城市之外，黑森、薩克森-安哈爾特和圖林根是德國境內沒有國際邊界的內陸州，它們也組成了地理意義的德國中部。
由於德國的疆域在歷史上多次變化，其中心點亦多次轉移。今天，圖林根州的下多爾拉聲稱是德國最中心的城市。1990年德國統一後，在51°9′48.15″N 10°26′51.66″E / 51.1633750°N 10.4476833°E處豎立了一塊牌匾並種植了一棵椴樹。該點被德累斯頓科技大學確認為是德國地理坐標的中心。
從 1871 年到 1919 年，德意志帝國的地理中心位於普魯士勃蘭登堡省的施普倫貝格。1990年前，東德的中心位於巴特貝爾齊希附近的 Verlorenwasser 和 Weitzgrund 村之間。